# Ед-Дамазін
Ед-Дамазін (араб. الدمازين) — місто на півдні Судану, адміністративний центр штату Блакитний Ніл.

## Географія
Центр міста розташовується на висоті 487 метрів над рівнем моря.

### Клімат
Місто знаходиться у зоні, котра характеризується кліматом помірних степів та напівпустель. Найтепліший місяць — квітень із середньою температурою 32 °C (89.6 °F). Найхолодніший місяць — січень, із середньою температурою 25.9 °С (78.6 °F).
| Клімат Ед-Дамазіна      | Клімат Ед-Дамазіна | Клімат Ед-Дамазіна | Клімат Ед-Дамазіна | Клімат Ед-Дамазіна | Клімат Ед-Дамазіна | Клімат Ед-Дамазіна | Клімат Ед-Дамазіна | Клімат Ед-Дамазіна | Клімат Ед-Дамазіна | Клімат Ед-Дамазіна | Клімат Ед-Дамазіна | Клімат Ед-Дамазіна | Клімат Ед-Дамазіна |
| Показник                | Січ.               | Лют.               | Бер.               | Квіт.              | Трав.              | Черв.              | Лип.               | Серп.              | Вер.               | Жовт.              | Лист.              | Груд.              | Рік                |
| Середня температура, °C | 25,9               | 27,6               | 30,5               | 32                 | 31,5               | 28,9               | 26,6               | 26,1               | 26,7               | 28,1               | 27,9               | 26,3               | 28,2               |
| Норма опадів, мм        | 0                  | 0                  | 1.4                | 13                 | 48.1               | 121.2              | 174.6              | 190.5              | 125.7              | 35.2               | 2.8                | 0                  | 712.5              |
| Днів з опадами          | 0,1                | 0,2                | 0,4                | 1,5                | 5,9                | 12                 | 15,6               | 16,5               | 12                 | 4,7                | 0,5                | 0                  | 69,4               |
| Вологість повітря, %    | 30                 | 24.2               | 22.1               | 25                 | 43                 | 58.6               | 71.4               | 78.2               | 75.2               | 65.9               | 38.5               | 32.9               | 47.1               |
| ----------------------- | ------------------ | ------------------ | ------------------ | ------------------ | ------------------ | ------------------ | ------------------ | ------------------ | ------------------ | ------------------ | ------------------ | ------------------ | ------------------ |
| Джерело: Weatherbase    |                    |                    |                    |                    |                    |                    |                    |                    |                    |                    |                    |                    |                    |

## Демографія
Населення міста за роком::
| 1973  | 1983  | 1993  | 2012   |
| ----- | ----- | ----- | ------ |
| 12233 | 27591 | 71821 | 146759 |

## Транспорт
У місті є аеропорт.

## Освіта
У Ед-Дамазіні розташовується університет Блакитного Нілу.